# Semaeomyia
Semaeomyia är ett släkte av steklar. Semaeomyia ingår i familjen hungersteklar.

## Dottertaxa tillSemaeomyia, i alfabetisk ordning[1]
- Semaeomyia albata
- Semaeomyia amazonica
- Semaeomyia angustata
- Semaeomyia azteka
- Semaeomyia barticensis
- Semaeomyia basalis
- Semaeomyia catharinensis
- Semaeomyia crassicornis
- Semaeomyia cubensis
- Semaeomyia dominicana
- Semaeomyia eximia
- Semaeomyia flaviscapa
- Semaeomyia fraterna
- Semaeomyia gayi
- Semaeomyia gredleri
- Semaeomyia guyanensis
- Semaeomyia kiefferi
- Semaeomyia laevis
- Semaeomyia laeviuscula
- Semaeomyia leucomelas
- Semaeomyia luederwaldti
- Semaeomyia magnus
- Semaeomyia minutissima
- Semaeomyia nitida
- Semaeomyia oculata
- Semaeomyia parishi
- Semaeomyia peruviana
- Semaeomyia pygmaea
- Semaeomyia reticulifer
- Semaeomyia rubia
- Semaeomyia spinositarsus
- Semaeomyia tandilensis
- Semaeomyia taschenbergi
- Semaeomyia trinidadensis
- Semaeomyia troglodytes
- Semaeomyia venezuelensis
- Semaeomyia xanthops